# 마리아 투르차니노프
마리아 투르차니노프(스웨덴어: Maria Turtschaninoff, 1977년  ~ )는 핀란드의 판타지 소설가이다. 금남의 수도원을 배경으로 한 판타지 삼부작 '레드 수도원 연대기(Krönikor från Röda klostret)'의 첫 작품 '마레시와 소녀들(Maresi)'로 핀란디아 청소년 소설상을 수상했다.